# Nowapalieski
Nowapalieski (biał. Новапалескі; ros. Новополесский) – agromiasteczko na Białorusi, w obwodzie mińskim, w rejonie soligorskim, w sielsowiecie Kopacewicze.
Przed II wojną światową w miejscu Nowapalieskiego znajdował się sowchoz Kopacewicze.